# بدر المطوع
بدر المطوع (عربی: بدر أحمد المطوع؛ زاده ۱۰ ژانویهٔ ۱۹۸۵) یک بازیکن فوتبال اهل کویت است.